# Амфітеатр Пули
Амфітеа́тр Пу́ли або Пульський амфітеатр, Пульська арена (хорв. Amfiteatar u Puli, Pulska Arena, існує також народна назва Дивич-град хорв. Divić-grad) — пам'ятка давньоримської історії та архітектури, розташована у хорватському місті Пула. Це єдина з уцілілих античних арен, яка має 4 башти і всі три римських архітектурних ордери. При цьому, за своїми розмірами Пульський амфітеатр посідає 6-е місце у світі серед подібних споруд. 

## Особливості споруди

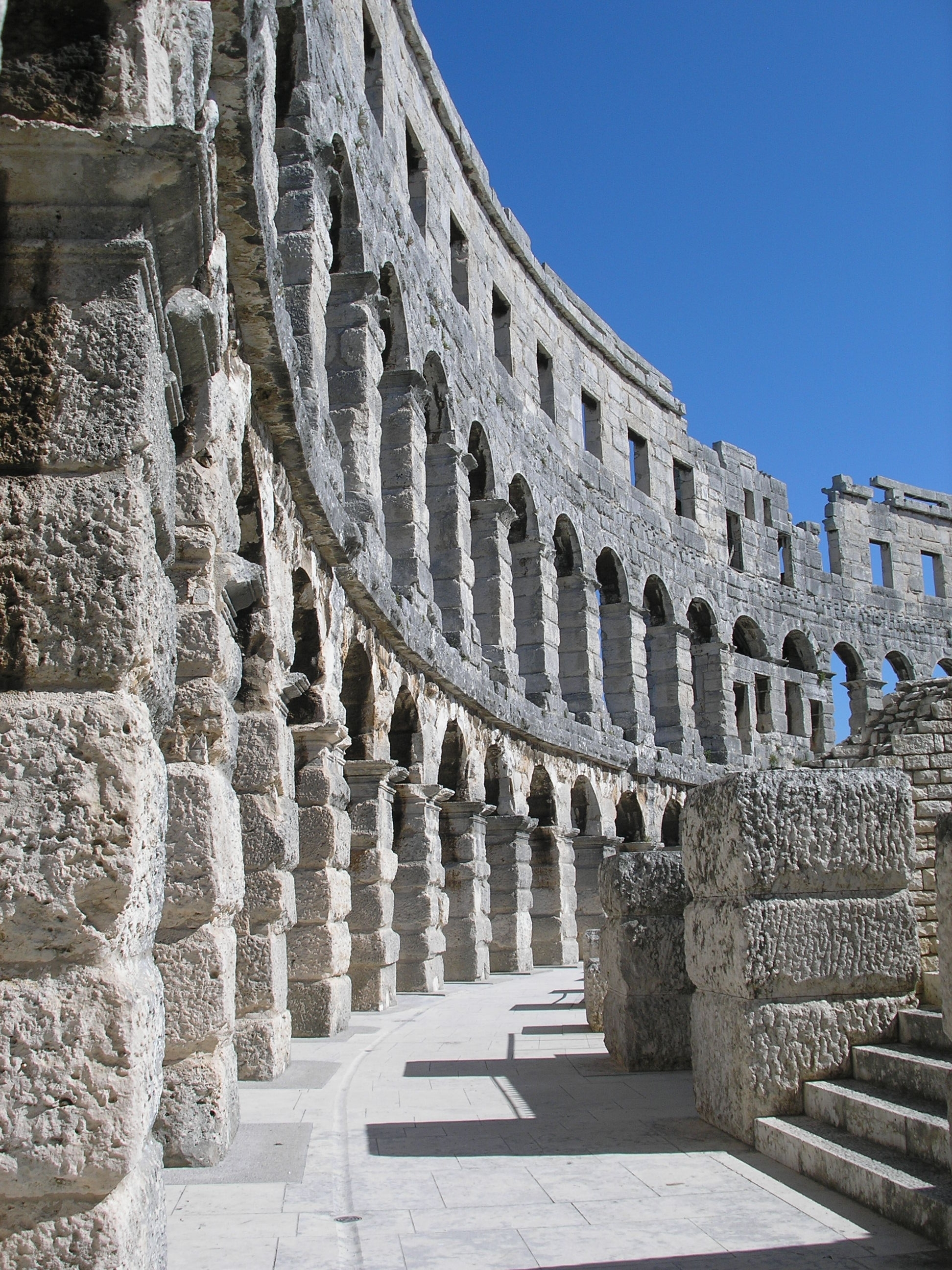
Стіни арени. Вид зсередини.

Зовнішні стіни Пульської арени зведені з вапняку і мають висоту 29,4 метри. На перших двох поверхах знаходяться ряди з 72-ма арками, а на верхньому поверсі розташовані 64 прямокутних отвори. Розмір осей еліпса амфітеатру дорівнює 132,45 і 105,1 м.
Місткість будівлі в період її активного використання становила 23 тисячі осіб. Трибуни були розташовані під ухилом до самої арени, яка мала розміри 67,95 м × 41,65 м. Від публіки ця територія була відгороджена залізними ґратами. 
Головною розвагою глядачів на арені були бої гладіаторів і цькування диких звірів. Під ареною знаходилося декілька підземних ходів, які сполучали клітки з безпосереднім місцем дії. Іноді над спорудою встановлювавали великі вітрила-веларії (velarii), які захищали глядачів від дії сонця та дощу.

## Історія

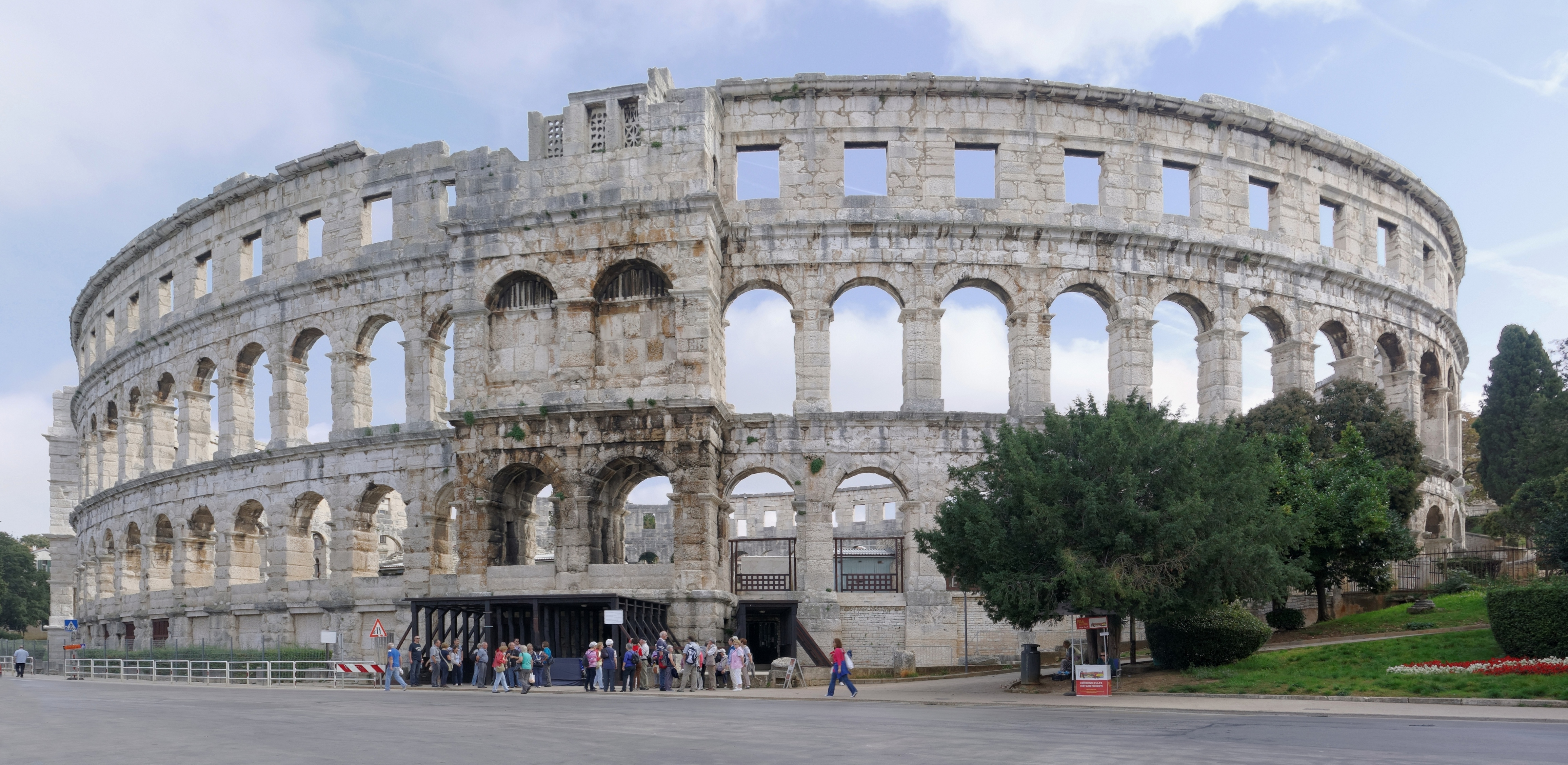
Римський амфітеатр у хорватському місті Пулі належить до найкраще збережених у світі

Арена була зведена в I столітті н. е., в той час, коли Пула була досить великим містом Римської імперії. Спершу вона знаходилась за міськими стінами вздовж дороги Флавія. В 2-14 роках за імператора Августа амфітеатр був дерев'яним, і лише за часів правління Клавдія був перебудований, і став мурованим. В 79 році Пульську арену розширили для того, щоб приймати на ній гладіаторські бої.
У V столітті імператор Гонорій заборонив гладіаторські бої, й відтоді починається зниження інтересу до споруди. У тому ж столітті почалося поступове розграбування та руйнування амфітеатру місцевими жителями, припинене лише указом патріарха Аквілеї в XIII столітті. 

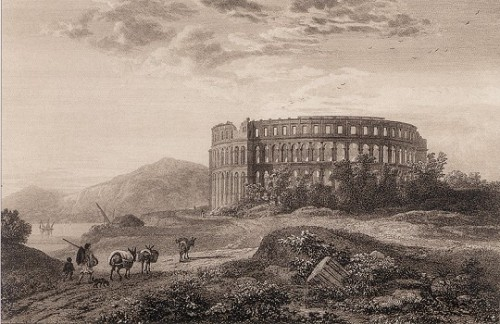
Амфітеатр Пули на гравюрі Томаса Алласона (Thomas Allason), бл. 1820

За Середньовіччя територія арени в Пулі використовувалася для випасу худоби, ярмарків та лицарських турнірів. У 1583 році сенат Венеційської республіки запропонував розібрати будівлю й перевезти її до Венеції, проте ця ідея була відхилена.
На початку XIX століття під заступництвом австрійського імператора Франца II і під орудою архітектора П'єтро Нобіле була здійснена значна реконструкція Пульської арени.
В 1932 році амфітеатр був переобладнаний для театральних постановок, військових церемоній, парадів і різних масових заходів. Кількість місць для глядачів становила 5 тисяч.
Остання реконструкція Пульського амфітеатру здійснювалась за СФРЮ у 1980-х, і, як вважається, саме через невмілі реконструкції, арена з Пули не потрапила до Списку Світової спадщини ЮНЕСКО. 
У 2008 році розпочалася і триває нова масштабна реконструкція амфітеатру Пули, яка проходитиме у декілька етапів, і має тривати близько 20 років.

## Амфітеатр сьогодні
Амфітеатр Пули нині є однією з найбільших туристичних атракцій Пули і всієї Хорватії. Арену щорічно (2000-ні) відвідували близько 300 тисяч туристів, приносячи близько 1 млн. євро прибутків.

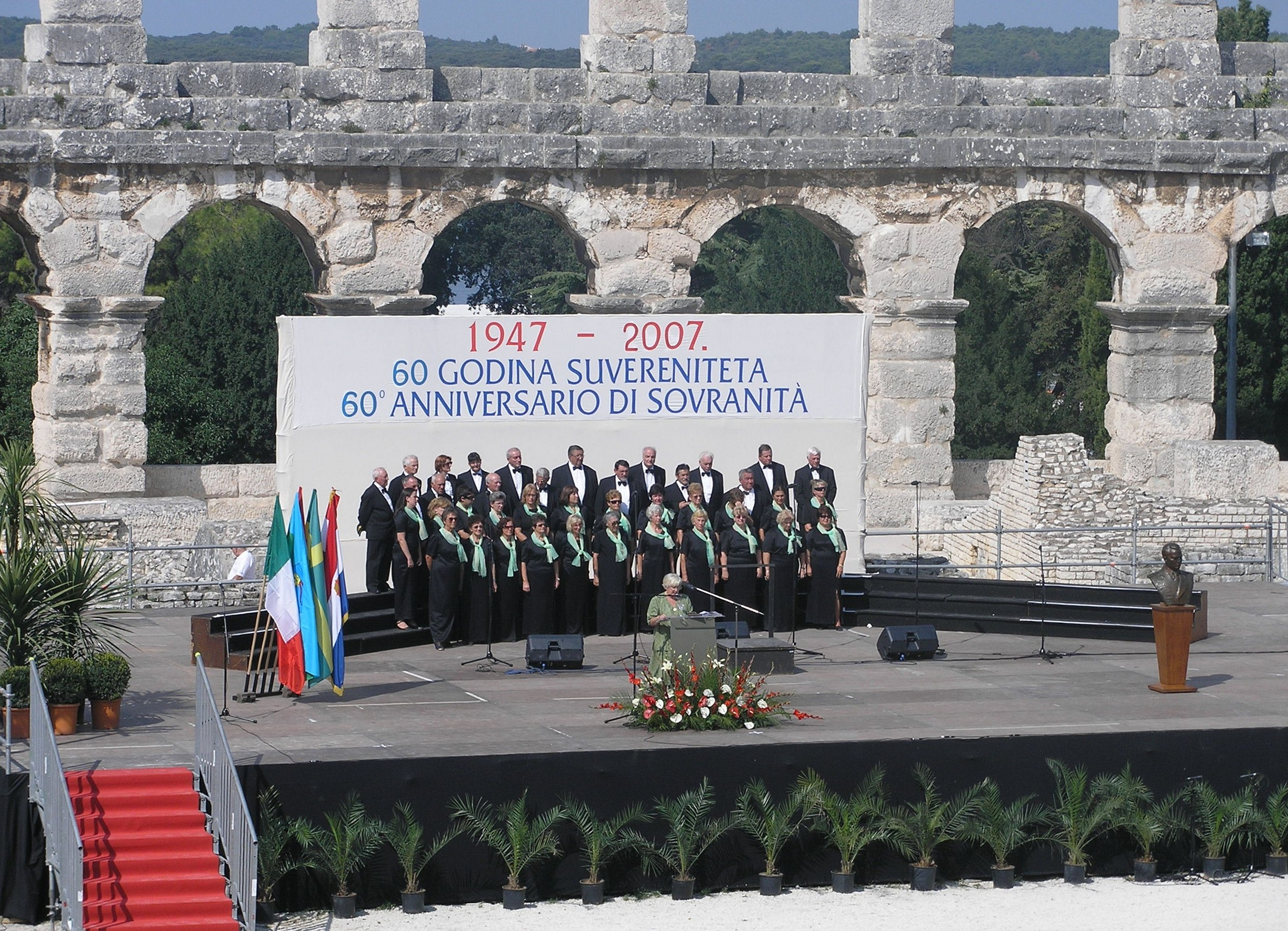
На Арені в Пулі відзначають 60-літній ювілей приєднання Істрії до СФРЮ (2007)

Починаючи з 1954 року Арена є місцем проведення Пульського кінофестивалю. Також амфітеатр Пули використовується як велика сцена — як для внутрішніх театральних постановок (в першу чергу, розрахованих на туристів), так і для виступів заїжджих зірок естради. Зокрема, на Арені у різні роки виступали такі популярні музиканти і виконавці світового рівня, як Лучано Паваротті, Андреа Бочеллі, Хосе Каррерас, Jamiroquai, Анастейша, Ерос Рамазотті, Нора Джонс, Zucchero, Шинед О'Коннор, Елтон Джон, Стінг, Майкл Болтон, Il Divo, Ману Чао. Амфітеатр у Пулі був локацією низки ігрових та документальних кінострічок. В Пульському амфітеатрі відбуваються масштабні урочистості з нагоди державних свят і пам'ятних дат.
У приміщенні колишнього гіпогею (простір під ареною, де розміщувались дикі звірі та гладіатори) діє постійна тематична виставка Археологічного музею Істрії (м. Пула) «Маслинарство і виноградарство в античній Істрії». А у 2003 році Пульській арені «пов'язали» найбільшу у світі краватку (батьківщиною цього аксесуара одягу є Хорватія і на честь країни він дістав свою назву) — завдовжки 808 метрів, зроблена з 800 кг матерії така «краватка» була занесена до Книги рекордів Гіннеса.
Амфітеатр Пули був зображений на реверсі банкноти номіналом 10 кун, зразка 1993, 1995, 2001 і 2004 років.